# Шумиловское сельское поселение
Шумиловское сельское поселение — муниципальное образование со статусом сельского поселения в
Братском районе Иркутской области России. Административный центр — посёлок Шумилово.

## Население
| 2010 | 2011 | 2012 | 2013 | 2014 | 2015 | 2016 |
| ---- | ---- | ---- | ---- | ---- | ---- | ---- |
| 649  | ↘646 | ↘635 | ↘632 | ↘623 | ↘618 | ↘604 |
| 2017 |      |      |      |      |      |      |
| ↘598 |      |      |      |      |      |      |

По результатам Всероссийской переписи населения 2010 года численность населения муниципального образования составила 649 человек, в том числе 317 мужчины и 342 женщины.